# Замок Веттер

«Механические мастерские Харкорта» в 1834 году

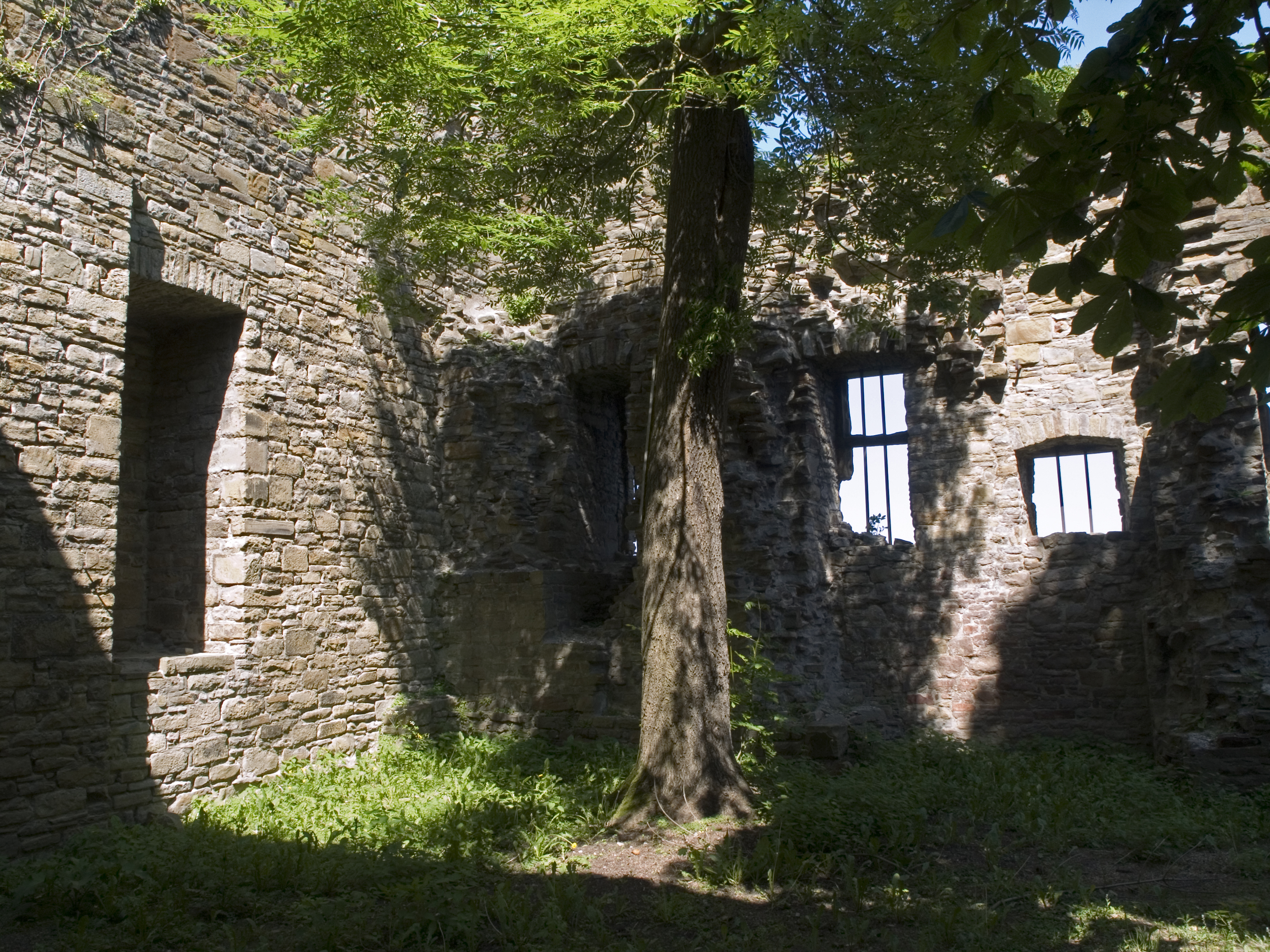
Руины замка

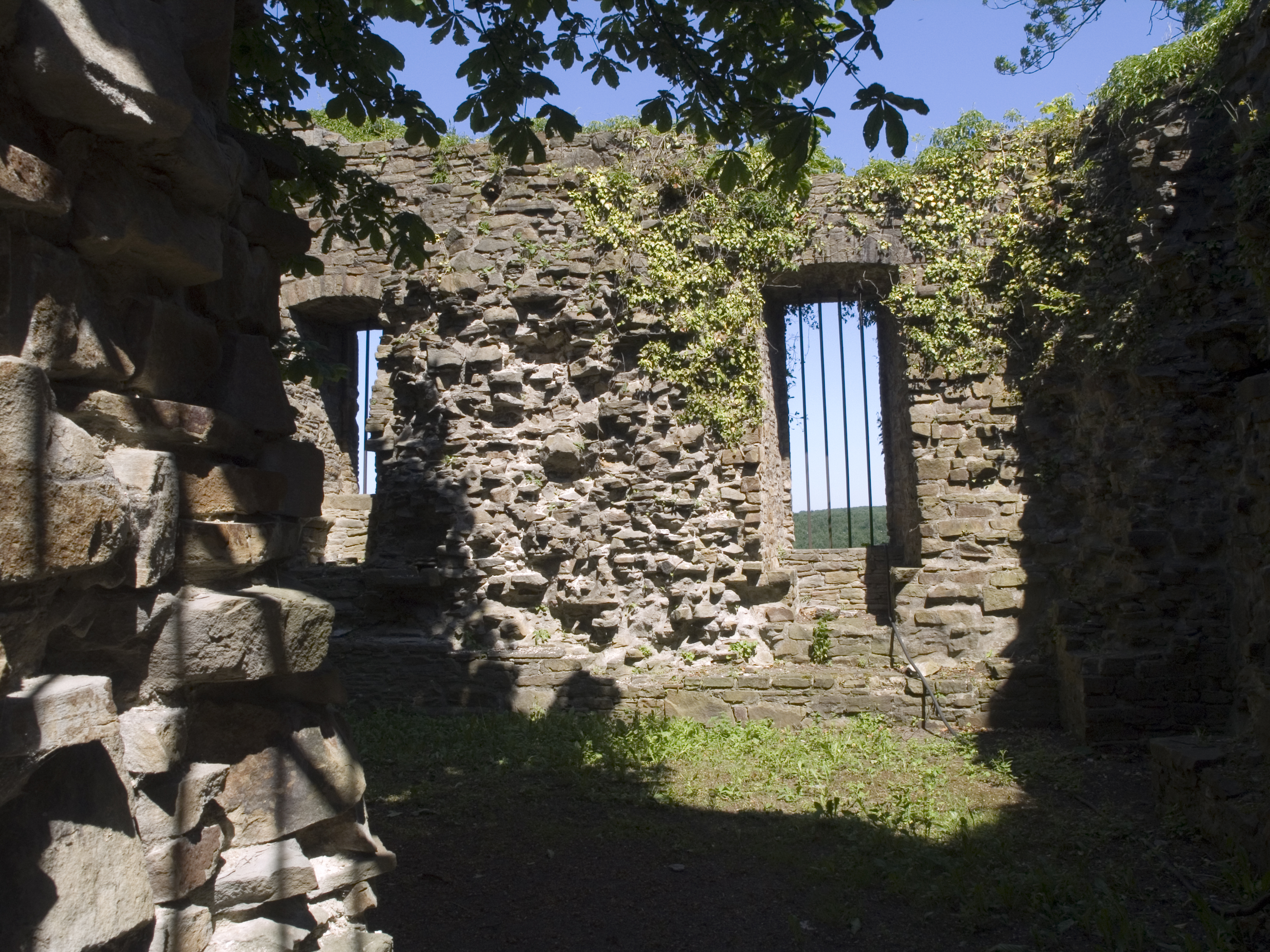
Руины замка

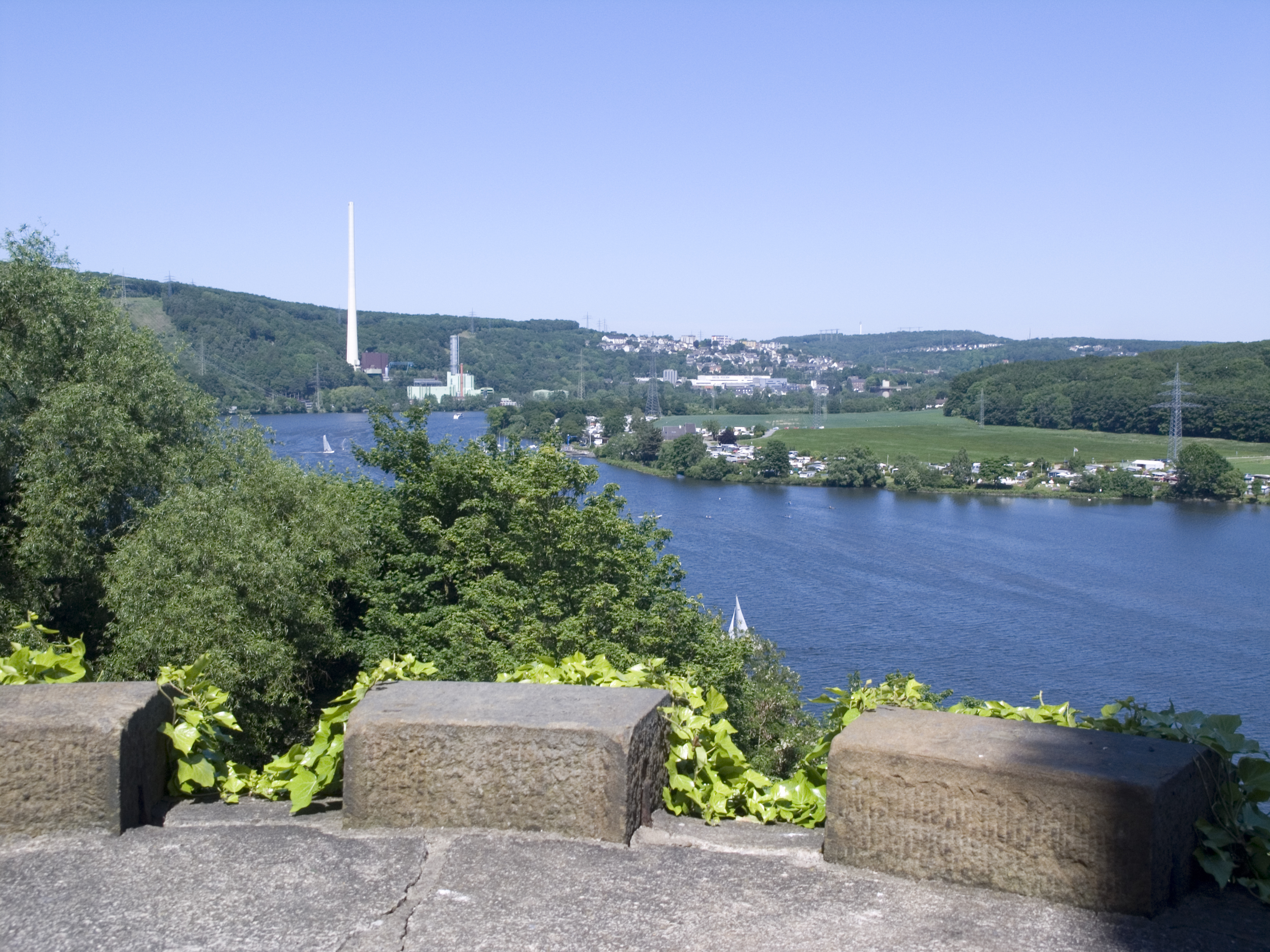
Вид с замка на Харкортзее

Руины замка Веттер (нем. Burg Wetter) расположены на 40 метровой возвышенности над водохранилищем Харкортзее в отрогах гористого района Ардайгебирге в городе Веттер (Рур) (Германия, федеральная земля Северный Рейн-Вестфалия).

## История
Замок Веттер был построен между 1250 и 1274 годами правителем графства Марк Энгельбертом I как противовес принадлежащему Кёльнскому архиепископству замку Фольмарштайн, расположенному на южном берегу Рура.

28 января 1274 года граф Энгельберт I преподнес замок Веттер в качестве свадебного подарка своему сыну Эберхарду (будущему графу Эберхарду I фон Марк. С 1300 года замок осуществляет управление расположенной рядом одноимённой деревней, но уже в 1355 году она получает право на самоуправление, превратившись таким образом в слободу (нем. Freiheit).

В XVI веке замок теряет своё стратегическое значение и приходит в упадок. В 1818 году немецкий политический и промышленный деятель Фридрих Вильгельм Харкорт при поддержке английского техника Эдварда Томаса открывает в замке предприятие «Механические мастерские Харкорта» (de:Mechanische Werkstätten Harkort & Co.).

В настоящее время замок Веттер стоит в руинах и представляет интерес для туристов не столько как историческая достопримечательность, а, главным образом, как прекрасная смотровая площадка на озеро Харкортзее и долину Рура. Также замок Веттер — это тематический пункт регионального проекта «Путь индустриальной культуры» Рурского региона.